# علف پنجه‌ای مصری
علف پنجه‌ای مصری (نام علمی: Dactyloctenium aegyptium) نام یک گونه از تیره گندمیان است.